# Petar Pan (roman)
Petar Pan (engleski Peter Pan; or, the Boy Who Wouldn't Grow Up ili Peter and Wendy) je dječji roman u kojem je glavni lik Petar Pan. 
Lik Petra Pana prvi put se pojavljuje u romanu Jamesa Matthewa Barriea The Little White Bird, a glavni lik postaje u drami „Peter Pan“, praizvedenoj 1904., za kojom je ubrzo slijedio nastavak „Peter Pan in Kensington Gardens.“ Predstavu je zbog velike popularnosti Barrie prenio u oblik romana 1911. godine pod nazivom Peter and Wendy koja je na hrvatski jednostavno prevedena kao Petar Pan. U romanu Petar Pan vodi Wendy, Johna i Michaela u fantastičan svijet Snokraj, gdje žive vile, pirati, i izgubljeni dječaci.

## Sadržaj
Gospođa i gospodin Darling imali su troje djece: djevojčicu Wendy i dječake Johna i Michaela. Bili su dobri roditelji, a imali su i "dadilju", kuju Nanu, koja se izvrsno brinula o djeci.
Ali jedne večeri gospođa Darling je uspavala djecu i upalila im noćne svjetiljke pa su gospođa i gospodin Darling otišli na zabavu, a Nana je bila vezana u dvorištu. I tako su djeca bila sama kući. Kad su zaspala, u sobu su ušli vila Zvončica i Petar Pan. Djeca su se probudila i upoznala se s nepozvanim gostima. I tako su saznali da je Petar pobjegao od roditelja jer nije želio odrasti. Uz pomoć vilinskog praha djeca su odletjela s novim prijateljima na izmišljeni otok.Tamo upoznaju Izgubljene dječake i Indijance plemena Vučje Jabučice koju je Petar spasio,bore se s gusarima i otimaju im brod nakon što su svi poraženi...Poletjeli su tim brodom i zabavljali se sve do povratka kući.